# John Dunstaple
John Dunstaple (hay Dunstable) (1390-1453) là nhà soạn nhạc người Anh. Ông là nhà soạn nhạc thuộc thời kỳ Phục hưng. Ông là một trong bốn thành viên của trường phái Burgundian. Ông chủ trương một phong cách âm nhạc đơn giản hơn vì ông cùng với các nhà soạn nhạc đương thời cảm thấy ars nova có gì đó khô khan, quá nhấn mạnh vào đối âm và khó nghe. Âm nhạc của ông thanh nhã, ảnh hưởng tới các nhà soạn nhạc ở lục địa châu Âu, trong đó nổi bật là những nhà soạn nhạc phục vụ công tước Bourgogne ở miền bắc Pháp.